# اورجان سندلر
اورجان سندلر (انگلیسی: Örjan Sandler؛ زادهٔ ۲۸ سپتامبر ۱۹۴۰) اسکیت‌باز سرعت اهل سوئد است.